# カードファイト!! ヴァンガードG
『カードファイト!! ヴァンガードG』は、2014年10月26日から2018年4月1日までテレビ東京系列ほかにて放送された、ブシロードのトレーディングカードゲーム『カードファイト!! ヴァンガード』を原作としたテレビアニメシリーズである。

## 概要
『カードファイト!! ヴァンガード』（『レギオンメイト編』および劇場版『ネオンメサイア』）から数年後の世界を舞台とした続編であり、新たな主人公「新導クロノ」とその仲間たちの物語が展開される。
前作から主要スタッフ・登場人物の大半が一新されているが、舞台は『カードファイト!! ヴァンガード』と同世界であり、葛木カムイや戸倉ミサキなど前作シリーズのキャラクターも引き続き登場している。
アニメーション制作は、第3期（通算：第7期）『ストライドゲート編』までは前シリーズから引き続きトムス・エンタテインメントが担当していたが、第4期（通算：第8期）『G NEXT』よりアニメーション制作がOLMに移行。これに合わせてスタッフも一部変更されている。
2018年3月14日開催・配信の「カードファイト!! ヴァンガード 新シリーズ制作発表会」にて発表された次シリーズ『カードファイト!! ヴァンガード（2018年版）』との明確な繋がりは無いが、本作シリーズで登場した一部の登場人物は次シリーズで再登場している。

## ストーリー
大流行中のカードゲーム「ヴァンガード」に通じて二人のカードファイター先導アイチと櫂トシキが世界を救ってから数年後。幼い頃に両親を亡くし自分自身の力だけで生き抜こうとする新導クロノは、ある日、誰も見たことがない新クランギアクロニクルのこと幻のデッキを手にしたことでそれまで交わることのなかった運命が絡み出すことになる。クロノと、クラスの人気者である爽やかイケメンの綺場シオン、そして、成績優秀な江戸っ子女子安城トコハの3人。ありえた未来、ありえる自分を意味する「ジェネレーション」という可能性に彼らを待ち受けるものとは。

## 登場人物
- 新導クロノ - 石井マーク
- 綺場シオン- 榎木淳弥
- 安城トコハ- 新田恵海（G3期まで）→ 相羽あいな[3]（G4期から）

## スタッフ
|                              | 第1期                                       | 第2期                                       | 第3期                                       | 第4期                                             | 第5期                                             |
| ---------------------------- | ------------------------------------------- | ------------------------------------------- | ------------------------------------------- | ------------------------------------------------- | ------------------------------------------------- |
| 製作総指揮・原案             | 木谷高明                                    | 木谷高明                                    | 木谷高明                                    | 木谷高明                                          | 木谷高明                                          |
| 原作                         | ブシロード、伊藤彰                          | ブシロード、伊藤彰                          | ブシロード、伊藤彰                          | ブシロード、伊藤彰                                | ブシロード、伊藤彰                                |
| 監督                         | 梅本唯                                      | 梅本唯                                      | 梅本唯                                      | 川崎逸朗                                          | 近藤信宏                                          |
| シリーズ構成                 | 吉村清子                                    | 吉村清子                                    | 吉村清子                                    | 吉村清子                                          | 吉村清子                                          |
| ストーリー監修               |                                             |                                             |                                             |                                                   | 川崎逸朗                                          |
| カードファイト構成           | 中村聡                                      | 中村聡                                      | 中村聡                                      | 中村聡                                            | 中村聡                                            |
| カードファイト構成           |                                             |                                             | 中尾宗也                                    |                                                   |                                                   |
| カードファイト構成           |                                             |                                             |                                             | 藤田萌花                                          |                                                   |
| キャラクターデザイン         | とみながまり                                | とみながまり                                | とみながまり                                | 磯野智                                            | 磯野智                                            |
| キャラクターデザイン         |                                             |                                             |                                             | 森本由布希、中山初絵                              |                                                   |
| ユニットデザイン             |                                             |                                             |                                             | 中川航                                            | 中川航                                            |
| ユニットデザイン             |                                             |                                             |                                             | きむらひでふみ、森木靖泰、小川浩                  |                                                   |
| 美術監督                     | 丹伊田輝彦                                  | 丹伊田輝彦                                  | 丹伊田輝彦                                  | 丹伊田輝彦                                        | 高大浩                                            |
| 色彩設計                     | 宮脇裕美                                    | 宮脇裕美                                    | 宮脇裕美                                    | 篠原愛子                                          | 岡田絵美子                                        |
| 撮影監督                     | 久保剛成                                    | 久保剛成                                    | 久保剛成                                    | 工藤友紀                                          | 大泉鉱                                            |
| 音響監督                     | 梅本唯                                      | 梅本唯                                      | 梅本唯                                      | 今泉雄一                                          | 今泉雄一                                          |
| 編集                         | 大竹弥生                                    | 大竹弥生                                    | 大竹弥生                                    | 大竹弥生                                          | 大竹弥生                                          |
| 音楽                         | 森まもる（第1期 第27 - 48話は未クレジット） | 森まもる（第1期 第27 - 48話は未クレジット） | 森まもる（第1期 第27 - 48話は未クレジット） | 都田和志、山本茂                                  | 都田和志、山本茂                                  |
| 音楽制作                     | Angel Note                                  | Angel Note                                  | Angel Note                                  | エースクルー・エンタテインメント、OLMミュージック | エースクルー・エンタテインメント、OLMミュージック |
| プロデューサー               | 細谷伸之                                    | 細谷伸之                                    | 細谷伸之                                    | 細谷伸之                                          | 細谷伸之                                          |
| プロデューサー               | 二瓶茂人                                    | 二瓶茂人                                    | 二瓶茂人                                    | 嵯峨隼人                                          | 嵯峨隼人                                          |
| プロデューサー               | 小掛慎太郎                                  | 小掛慎太郎                                  | 小掛慎太郎                                  | 鈴木大輝                                          | 鈴木大輝                                          |
| プロデューサー               | 内田誠子                                    | 内田誠子                                    | 内田誠子                                    | 古市直彦                                          | 古市直彦                                          |
| プロデューサー               |                                             |                                             |                                             | 竹枝義典                                          | 玉乃井佑基                                        |
| チーフプロデューサー         |                                             | 青木隆介                                    | 青木隆介                                    |                                                   |                                                   |
| アニメーションプロデューサー | 川邉大輔                                    | 川邉大輔                                    | 川邉大輔                                    | 小板橋司                                          | 小板橋司                                          |
| アニメーション制作           | トムス・エンタテインメント/だぶるいーぐる   | トムス・エンタテインメント/だぶるいーぐる   | トムス・エンタテインメント/だぶるいーぐる   | OLM TEAM KOITABASHI                               | OLM TEAM KOITABASHI                               |
| アニメーション制作           | トムス・エンタテインメント/だぶるいーぐる   | トムス・エンタテインメント/だぶるいーぐる   | トムス・エンタテインメント/だぶるいーぐる   | ブリッジ                                          |                                                   |
| 製作                         | テレビ東京、創通、電通                      | テレビ東京、創通、電通                      | テレビ東京、創通、電通                      | テレビ東京、創通、電通                            | テレビ東京、創通、電通                            |
| 製作                         |                                             |                                             | オー・エル・エム                            |                                                   |                                                   |

## 用語
カードキャピタル2号店
クロノたちがよく出入りしているカードショップ。シンが店長を務め、『G』第3期まではカムイ、『G』第4期ではクロノがアルバイトをしている。なおアニメ2話でのカムイの説明では2号店の所在地は東京都墨田区区域内のどこかに存在することが示唆されている。
ヴァンガード普及協会
正式名称は「Federation,International,Vanguard,Association」。通称「FIVA（ファイバ）」。創設者は明神リューズ。VGネットワークを通してヴァンガードファイターたちを様々な形でサポートする組織。東京都内には「ユナイテッドサンクチュアリ」「ドラゴンエンパイア」「ズー」「ダークゾーン」「メガラニカ」「スターゲート」の6つの支部が存在し、それぞれ惑星クレイの国家を基にした名前が付けられている。普及協会は全国、全世界の各地区ごとに支部があり、クランリーダーも各地区ごとにいる。普及委員会所属者のうち、クランリーダーは担当クランのデッキを使うが、一般職員はその限りではない。『G』第3期最終話以降は伊吹コウジが普及協会本部長に就任し、普及協会のトップに立っている。
元々小規模の組織として存在していたが、前シリーズ第3期の「リンクジョーカー」の事件でヴァンガードというカードゲームの是非が問われた際に、ヴァンガードの存続に尽力した。元々明神リューズの計画のためにヴァンガードが必要であったこと、ヴァンガード普及に力を注いでいた立凪財閥がタクトが消えた影響で力が衰えたのも普及協会が発展した理由である。
ファイターズカード
ヴァンガード普及協会が発行しているファイターの証。通称「ファイカ」。ファイトの勝敗や個人情報などが記録されている。受注したクエストの内容確認ができるほか、デッキホルダーにも即席のファイトテーブルにもなる万能デバイス。開発したのはクリストファー・ロウが社長を務める世界トップクラスの通信技術会社「ジニアス・コミュニケーション・テクノロジー」（略称ジーテク）である。『G』第4期時点では明神リューズの野望利用のために利用されていたことが判明したことから廃止されている。
クエスト
各カードショップで配信される依頼をこなしていき、ファイターズポイントを獲得してファイターズグレードを上げていくシステム。難易度によってもらえるポイントが異なる。普及協会から出される「公式クエスト」と、ファイター個人から出される「ユーザークエスト」の2種類が存在する。また、1つのクエストを複数人で受注することも可能。上記のファイカの廃止に伴いこちらも廃止されている。そのため普及協会では各支部の特色を活かしたイベントや大会を開催して、ファイトを楽しみ繋がりあうことを重視するようになる。
クランリーダー
ヴァンガードの各クランにおいて最高の実力を持つファイターに普及協会が与える称号。作中で確認されているのは安城マモル（かげろう）、大山リュウタロウ（なるかみ）、伊吹コウジ（リンクジョーカー）など。この他にも「たちかぜ」、「ぬばたま」、「むらくも」のクランリーダーが登場している。
GIRS（ギアース）
正式名称は「Grand Image Reality System」。
最先端のホログラム技術によってユニットや惑星クレイの地形を映し出し、よりリアルなファイトを実現するシステム。また、カードも同様に立体映像と化するためドローやトリガーチェックもカードに触れずに行うことができる。
ディペンドカード
『G』第1期38話から登場した白紙のカード。劇中「奇跡のカード」とも呼ばれている。劇中では合計12枚が確認されている。
「ストライドフォース」と呼ばれるファイターのイメージ力を利用し、惑星クレイのユニットをこの世界（地球）に召喚させる。超越したファイターでなければ実体化したユニットを操る前にその身を滅すとされ、ユナサン支部長の神崎ユウイチロウはディペンドカードを覚醒させることができなかった。神崎もすでに1枚所持していたが伊吹の暗躍により強奪され、それがクロノの手に渡り「クロノ・ドラン」のカードへと変化した。『G』第1期最終話にて伊吹から新たに3枚のディペンドカードがクロノに手渡されている。
これまでに召喚されたユニットは全てギアクロニクルの種族「十二支刻獣」であり、明神リューズは自身の身を削ることで十二支刻獣を召喚させていた。十二支刻獣を全て召喚させた後にストライドゲートを開き、彼が理想とする「争いも憎しみもない世界」を作ろうとするが、これは地球のありとあらゆる災いや悲しみ、業を全て惑星クレイに送り、惑星クレイの幸せや喜びなどを全て地球に送ることを意味する。
Gクエスト
『G』第2期においてストーリーの主な舞台となる、普及協会主催の超大型クエスト。東京都内の全6支部で3か月間にわたって行われる。参加者は3人1組のチームで開催期間中の週末にそれぞれの支部で行われる「支部クエスト」に挑戦。
クエスト終了後、各チームには成績に応じてポイントが付与され、合計50ポイントを獲得したチームのメンバーには「ジェネレーションマスター」の称号とクランリーダー資格試験への挑戦権が与えられる。
支部クエストの内容は開催される支部によって異なり、バラエティに富んだものとなっている。各支部ごとのクエストは以下の通り。
メガラニカ：予選トーナメント突破者が「スペシャルアクアフォース（レオン、ハイメ、シャーリーン）」と各個に対決、勝利数に応じてポイントを獲得できる。
ドラエン：エリア内にあるポイントを集めていく途中でチェイサー（ドラエン支部スタッフおよび櫂、ナオキ、シンゴ）に見つかった際は彼らとファイトし倒せばポイント獲得、負けおよびトラップに引っかかった場合、確保されチーム全員が確保されると失格。ただし、生き残ったメンバーが牢屋のガーディアン（三和）を倒せば捕まったメンバーは獲得ポイントリセットの状態で復帰できる。
ズー：予選は支部長の放った弓矢によって決定（料理など）、予選突破者はその後にあるヒーローショー的ステージをクリアし最後に待つボス（DAIGO）を倒せばクリア。
スターゲート：代表者2名が櫂か伊吹のどちらかを倒せばクリア。
ユナサン：予選はメガラニカと同じ。突破者はリレーファイトと呼ばれる特殊ルールでファイトを行い相手を倒せばクリア。
ダークゾーン：途中で出てくる敵（スタッフ）を倒しながらダークゾーン支部の最上階にたどり着いた1人がいるチームがポイント獲得（複数いる場合は代表者のファイトで決着をつける）。ただし、トライスリーが参加したクエストでは特別ルールとして「トライスリーの全支部制覇阻止」という緊急クエストが発令され、敵になりトライスリーを倒せばポイント獲得という追加ルールがくわえられている。支部全体が明神リューズの野望に荷担している。
ストライドゲート
地球と惑星クレイをつなぎ、完全な未来を実現するために明神リューズが開こうとしていた門。ピースメーカーとディペンドカードによって開かれるものであり、これが原因で地球とクレイの空間は異常接近することになる。
約1年後に破壊の竜神 ギーゼの使徒たちがディフライドによって地球へやってきており、『G』第4期と第5期の戦いの発端ともなった。
ピースメーカー
惑星クレイから召喚されたユニット「十二支刻獣」を操りストライドゲートを開く役目を持つ者。強いイメージ力が必要であり、ラミーラビリンスはその素質を持つ子供から選ばれた。
光輝の剣 フィデス
綺場家に代々伝わる家宝の剣。真の継承者が手にした時、光り輝くとされており、綺場家の後継者の証でもある。
ギアースクライシス編で一度カンパニーに奪われるが、ストライドゲート編でシオンが手にしたことで光り輝き、ロイヤルパラディンのGユニット「光輝の剣 フィデス」へと姿を変える。
その後、ディフライダーの出現にともなってシオンは光輝の剣 フィデスがクレイのものではないかと疑っていた。後にギーゼの使徒ヴァレオスが襲撃して一度は破壊されるも、継承者であるシオンが復活させると同時に新たな姿「不滅の聖剣 フィデス」となる。
元々メサイアの陣営に立っていた初代剣聖フィデスがゼロスドラゴン封印のために地球を訪れ、ゼロスドラゴンを封印した後に日本で綺場の先祖に救われた際にギーゼ復活に備えて託したものであり、シオンがその役割を担うこととなる。
U20チャンピオンシップ（アンダートゥエンティチャンピオンシップ）
『G』第4期においてストーリーの主な舞台となる公式大会。略称は「U20」。伊吹が本部長となったヴァンガード普及協会が主催している。参加資格は20歳未満であることと3人1組のチームであることが条件。プロへの登竜門とされる大会であり、第1回U20である前年度の優勝チームは鬼丸カズミ率いる「チーム・オーガ」（今年度でのチーム名は「チーム・ディフライダー」）。
最初に行われるファーストステージ「クレイスクランブル」は、惑星クレイを模したフィールド「惑星クレイ仮想空間」を自由に移動し、出会ったファイターとファイトする形式。勝利すると1pt+相手所持ptの半分をゲットでき、チーム3人の所持ptが合計50ptを超えた時点でステージクリアとなり、16チームがクリアした時点でファーストステージは終了となる。敗北したファイターは「ドロップゾーン」に送られファイト続行不可能になるが、チームメイトが他チームのファイターに勝利すれば復帰できる。チーム全員がドロップゾーン送りになると失格になる。「惑星クレイ仮想空間」および、ステージで使用される時計型プリントデバイス「ファイターズレーダー」、スタジアム内をオートに繋ぐ「移動システム」の3つの技術はジニアス・コミュニケーション・テクノロジーが技術協力している。
セカンドステージ「キャッスルロワイヤル」は、ファーストステージを勝ち抜けた16チームにより、5階層からなる古城を頂上まで登りながら対戦相手を探しファイトする形式。時間が経つごとに次の階層が開放されていき、上層ほど狭くなっていく。各ファイターにはファーストステージ勝ち抜け順に1位から順位に応じたポイントが与えられる。ファイター同士が接触した場合、どちらかがファイトを申し込んだ時点でファイト成立し、負けたファイターは所有するポイントの全てを相手に奪われ即脱落、全員が負けた時点でそのチームは敗退となる。頂上に辿り着いたチームのうち、所持ポイントの合計が多い上位4チームがファイナルステージに進出することができる。舞台となる古城はファーストステージと同じくジーテクの協力で作成された完璧な仮想空間となっている。
しかし、セカンドステージ終了時に進出チームが3組（ストライダーズ、ディフライダー、福原高校ヴァンガード部）のみで規定数に満たなかったため、急遽敗者復活戦が行われることになった。
敗者復活戦のルールはポイント獲得上位2チーム（ハイメフラワーズとラミーラビリンスwithサーヤ）による3VS3の総当たり戦方式で、ファイナルステージ準決勝もほぼ同じルールがとられている。
ファイナルステージは4チームによるトーナメント戦であり、決勝戦は3人全員倒すまで続けられる勝ち抜き戦方式で行われる。
ディフライダー
Different World Rider（ディファレントワールドライダー、異世界からの憑依者）の通称。1年ほど前（『G』第3期）にストライドゲートが一度発生した影響で惑星クレイと地球はかつてないほど近くなっており、強くイメージをつなげることで惑星クレイのユニットたちが地球の人間の肉体に乗り移る、つまり「ディフライド」できるようになった。強いゆかりのあるユニットとファイターが共鳴したときにのみそれは起こり、ユニットが時空を超えてファイターに呼びかけ、そのファイターが応じればディフライドが発生し1つとなる。ディフライドされた人間の右手甲には所属クランの紋章が浮かび上がる。ディフライドしたユニットは地球ではか弱い霊体であり、ファイトに負け続けると惑星クレイに帰らなくてはならない。
惑星クレイに生きるおよそ全てのユニットたちは創世神たるメサイアの加護を受けているが、中には「邪神司教 ガスティール」の手により加護を断ち切り、強制的にファイターにディフライドを果たした「忍竜 シラヌイ」や「星輝兵 カオスブレイカー・ドラゴン」などの邪悪なユニットも存在する。
使徒
『G』第5期においてクロノたちが対峙する6人のファイター。その正体は「破壊の竜神 ギーゼ」を崇拝する、「邪神司教 ガスティール」を盟主とした惑星クレイのユニットたちであり、ディフライドによって地球へ降臨。ギーゼの器たり得る者を「魂の牢獄 レリクス」へ送り込むなど、一貫してギーゼ復活のために行動している。彼らの使用デッキはそれぞれが所属するクランのものであり、「ゼロスドラゴン」が投入されている。
前々から活動を計画していたが、特異点であるクロノの存在と明神リューズが開いたストライドゲートが原因でクレイと地球の距離が縮まったことでディフライドが適っている。
「星輝兵 カオスブレイカー・ドラゴン」に憑依されたノアが敗れたことで使徒たちは全滅することとなった。その後の動向は不明だが、ギーゼが滅亡した後の去就は描かれていない。
破壊の竜神 ギーゼ
声 - 速水奨
惑星クレイにおいて破壊と混沌を司る神であり、虚無の化身あるいは虚無そのものとも呼ばれる存在。自身と対をなす創世と秩序の神「メサイア」とは敵対関係にあったため自身を信奉する勢力と共にメサイアやそれに与する者たちと戦い、一時はクレイを滅亡寸前まで追い込んだものの最終的に敗北。メサイアによってクレイの地に封印される。この戦いでギーゼ側についていたユニットが後に「使徒」を名乗り、ギーゼ復活のために暗躍することとなる。
前シリーズの第2期と第3期で「Q4」、「AL4」、「ウルトラレア」、「ドレッドノート」が戦った虚無（ヴォイド）およびリンクジョーカーとも密接な関係があり、実際に使徒の中には「虚無」が放ったリンクジョーカーのユニットである「星輝兵 カオスブレイカー・ドラゴン」がいる。
惑星クレイ物語においてもリンクジョーカーによって「ブラスター・ブレード」、「ドラゴニック・オーバーロード」、「ブラスター・ダーク」を封印された解放戦争、二度に渡るリンクジョーカーの侵略の元凶であり、設定上ではレリクスの新たな形態にヴォイド・レリクスが存在することからもギーゼが虚無（ヴォイド）そのものと言える。
最終的に最後のファイトを行ったトライスリーの猛攻に敗れ消滅する運命になったが、最後の悪足掻きとして打ち込まれた虚無エネルギーが制御を失って周囲のあらゆる空間を呑み込み始め2つの世界を巻き込んで滅ぼそう（つまり自爆）と企む。だが、ディメンショナルオーバーストライドを果たしたトライスリーによって破壊された。
ゼロスドラゴン
かつてギーゼがエレメンタルの塊から生み出した、破滅を呼ぶ6体のドラゴン。惑星クレイの国家に対応した力を持ち、メサイアとの戦いにおいてはギーゼ側の重要な戦力として活躍したがメサイアによって封印され、誰の手も届かぬよう初代剣聖フィデスによって地球へと送られた。その後ディフライドで地球へ降り立ったギーゼの使徒たちがこの封印を解き、現在は切り札として使徒のデッキに投入されている。全員の肉体あるいは武器にギーゼ配下の証となる紋章が刻まれているのが特徴。その力を使い、滅びをもたらせなかった者は代償に自らの未来を滅ぼされるとされ、ゼロスドラゴンが使われた時どちらかの先導者が必ず何かを失う。使徒の全滅後、第19話で全てのゼロスドラゴンのカードがカズマに憑依したギーゼの手に渡ったが、ギーゼ滅亡後の消息は不明。
レリクス
ガスティールが亜空間に作り出した世界。惑星クレイで生まれた悪しき思念が行き着く先であり、足を踏み入れた者は二度と出ることができないとされる「魂の牢獄」。ディフライドは本来イメージの強い絆で結ばれた人間とユニットの間でしかなしえないが、その絆を破壊するために作られたものであり、ガスティールがギーゼより授かった呪われし力が作用している。これにはダークフェイスにディフライドされた若水の技術が役立てられている。クレイと地球の技術の融合による特殊な存在であるため、出入りは使徒しかできない。忍竜 シラヌイはガスティールに利用されていた当時、この場所で邪眼の能力を与えられた。地球のファイター（ギーゼの器候補）が使徒とのファイトに敗北した場合、強制的にこの場所へ送り込まれ、器候補たちの右手の甲にはギーゼの紋章が刻まれる。この紋章はレリクスに長くとどまるほど輝きを増していき、この紋章が完全に輝いた時、器候補は分身であるユニットとの絆を完全に断ち切られギーゼを宿すことが可能になる。この亜空間はジェネレーターによって作り出され、ジェネレーターが発生させた時空のゆがみを重ね合わせることで保たれている。『G』第5期7話にて動力源となる世界各地に設置されたジェネレーターを破壊されたことにより崩壊した。
D・O・S（ディメンショナル・オーバー・ストライド）
時空を超え、霊体ではなく実体として惑星クレイから召喚されたユニットが地球のファイターと融合する、ディフライドをも超えた奇跡の能力。ディフライドとは異なり、この方法でユニットと一体化したファイターはユニットの能力を行使できる。ギーゼとの最終決戦でトライスリーの3人が披露した。

## カードファイト!! ヴァンガードG
2014年10月26日から2015年10月4日まで、テレビ東京系列ほかにて放送。キャッチコピーは「掴みとれ！ イメージを超えた未来！」。

### 各話リスト（G）
- 放送回のカウントは「TURN（話数）」で統一。
- 2015年7月26日は第1話 - 第38話までの内容を振り返る「カードファイト!! ヴァンガードG 特別編」を放送。

| 話数    | サブタイトル                 | 脚本       | 絵コンテ                         | 演出            | 作画監督                                                                                     | 総作画監督            | アクション・ユニット 作画監督 | 初放送日        |
| ------- | ---------------------------- | ---------- | -------------------------------- | --------------- | -------------------------------------------------------------------------------------------- | --------------------- | ----------------------------- | --------------- |
| TURN 1  | 新導クロノ                   | 吉村清子   | 梅本唯                           | 川奈可奈        | 浦中利浩、唐澤雄一 坂本ひろみ、牧内ももこ とみながまり                                       | -                     | 岩崎安利 小田裕康             | 2014年 10月26日 |
| TURN 2  | 葛木カムイ                   | 吉村清子   | 梅本唯                           | 福多潤          | 本田辰雄、福地和浩 松浦里美、正木優太 前嶋弘史、塚本歩 竹森由加、深沢謙二 NAMUアニメーション | 浦中利浩              | 村松尚雄                      | 11月2日         |
| TURN 3  | 伊吹コウジ                   | 山田健一   | 久保山英一                       | 木内俊雄        | 阿曽仁美、鈴木信一 八崎健二                                                                  | 服部憲知 とみながまり | 岩崎安利                      | 11月9日         |
| TURN 4  | 綺場シオン                   | 犬飼和彦   | しぎのあきら                     | 佐々木純人      | 浜田勝、興村忠美 藤田正幸、河野眞也 小田多恵子                                               | 浦中利浩              | 前川たつお                    | 11月16日        |
| TURN 5  | 安城トコハ                   | 何万字角蔵 | 福本潔 中村憲由                  | 秦義人          | 佐久間信一                                                                                   | とみながまり          | 小田裕康                      | 11月23日        |
| TURN 6  | 安城マモル                   | 浅川美也   | 泉保良輔                         | 泉保良輔        | 徳川恵梨、清水恵蔵                                                                           | 服部憲知              | 村松尚雄                      | 11月30日        |
| TURN 7  | シオンの誇り                 | 浅川美也   | 久保山英一 川奈可奈              | 川奈可奈        | 浦中利浩、唐澤雄一 坂本ひろみ                                                                | 浦中利浩              | -                             | 12月7日         |
| TURN 8  | 麗しのナギサ                 | 犬飼和彦   | 森健三郎 本多康之                | 福多潤          | 本田辰雄、正木優太 前嶋弘史、高乗陽子 八代きみこ、塚本歩 山本亮友、豊芦原 南伸一郎           | 服部憲知              | 前川たつお                    | 12月14日        |
| TURN 9  | トコハの宝箱                 | 何万字角蔵 | 殿勝秀樹                         | 木内俊雄        | 阿曽仁美、宍戸久美子 鈴木信一                                                                | とみながまり          | 濱口頌平                      | 12月21日        |
| TURN 10 | ハイメ・アルカラス           | 山田健一   | 古川順康                         | 秦義人          | 佐久間信一                                                                                   | 浦中利浩              | -                             | 12月28日        |
| TURN 11 | ハイメのカード               | 吉村清子   | しぎのあきら                     | 宮原秀二        | 浜田勝、興村忠美 藤田正幸、飯飼一幸 浦中利浩                                                 | 服部憲知              | 小田裕康 村松尚雄             | 2015年 1月11日  |
| TURN 12 | クロノVSハイメ               | 吉村清子   | 伊藤秀樹                         | 泉保良輔        | 徳川恵梨、清水恵蔵 桑島望                                                                    | 浦中利浩              | 吉田正幸 岩崎安利             | 1月18日         |
| TURN 13 | カードキャピタルの夜         | 犬飼和彦   | 有田周平                         | 備前克彦        | 濱口頌平、長尾未来                                                                           | 濱口頌平              | 濱口頌平                      | 1月25日         |
| TURN 14 | 風来坊・タケル               | 山田健一   | 川奈可奈                         | 川奈可奈        | 桑原麻衣、唐澤雄一 坂本ひろみ                                                                | とみながまり          | -                             | 2月1日          |
| TURN 15 | 仮面ゴースト                 | 犬飼和彦   | 中村憲由                         | 秦義人          | 佐久間信一                                                                                   | 浦中利浩              | 村松尚雄                      | 2月8日          |
| TURN 16 | クランリーダー・マモル       | 浅川美也   | きみやしげる                     | 福多潤 井上圭介 | 正木優太、前嶋弘史 八代きみこ、山本亮友 丸山修二                                             | 服部憲知              | 岩崎安利                      | 2月15日         |
| TURN 17 | クロノVSトコハ               | 吉村清子   | 泉保良輔                         | 木内俊雄        | 阿曽仁美、宍戸久美子 鈴木信一                                                                | 浦中利浩              | 吉田正彦                      | 2月22日         |
| TURN 18 | うずまきキューピッド         | 久尾歩     | 久保山英一                       | 古賀一臣        | 鷲田敏弥、大友健一 小松真梨子                                                                | 服部憲知              | 濱口頌平                      | 3月1日          |
| TURN 19 | 絆の力！エクスタイガー       | 何万字角蔵 | 梅本唯                           | 泉保良輔        | 徳川恵梨、清水恵蔵 JCUBE                                                                     | 浦中利浩              | 小田裕康 岩崎安利             | 3月8日          |
| TURN 20 | まだない名前                 | 犬飼和彦   | 中村憲由                         | 秦義人          | 佐久間信一                                                                                   | 服部憲知              | 村松尚雄                      | 3月15日         |
| TURN 21 | 偽りのファイト               | 吉村清子   | 田所修                           | 備前克彦        | 濱口頌平、長尾未来 竹村南                                                                    | 濱口頌平              | 濱口頌平                      | 3月22日         |
| TURN 22 | メサイア                     | 山田健一   | 園田雅裕                         | 園田雅裕        | 桑原麻衣、唐澤雄一 坂本ひろみ、浦中利浩                                                      | とみながまり          | 岩崎安利                      | 3月29日         |
| TURN 23 | ダークな奴ら                 | 浅川美也   | 岡野慎吾                         | 岡野慎吾        | 鷲田敏弥、高鉾誠                                                                             | 服部憲知              | 吉田正幸                      | 4月5日          |
| TURN 24 | 伊吹VSマモル                 | 犬飼和彦   | 梅本唯                           | 木内俊雄        | 阿曽仁美、宍戸久美子 鈴木信一                                                                | 浦中利浩              | 濱口頌平                      | 4月12日         |
| TURN 25 | チーム誕生                   | 久尾歩     | 中村憲由                         | 秦義人          | 佐久間信一                                                                                   | 服部憲知              | 村松尚雄                      | 4月19日         |
| TURN 26 | 明日川タイヨウ               | 吉村清子   | 羽鳥潤                           | 羽鳥潤          | 今野幸一、大川美穂子 Seo Jeong-ha                                                            | 浦中利浩              | 岩崎安利                      | 4月26日         |
| TURN 27 | 神崎ユウイチロウ             | 犬飼和彦   | きみやしげる                     | 泉保良輔        | 徳川恵梨、清水恵蔵                                                                           | 浦中利浩              | 小田裕康                      | 5月3日          |
| TURN 28 | 風来坊、再び                 | 犬飼和彦   | 本多康之                         | 備前克彦        | 濱口頌平、長尾未来 竹村南                                                                    | 濱口頌平              | 濱口頌平                      | 5月10日         |
| TURN 29 | チーム・ディマイズ           | 久尾歩     | きみやしげる                     | 黒田幸生        | 桑原麻衣、唐澤雄一 坂本ひろみ                                                                | とみながまり          | 吉田正幸                      | 5月17日         |
| TURN 30 | 羽島リン                     | 浅川美也   | 古川順康                         | 秦義人          | 佐久間信一                                                                                   | 浦中利浩              | 小田裕康 岩崎安利             | 5月24日         |
| TURN 31 | 東雲ショウマ                 | 吉村清子   | 田所修                           | 久保山英一      | 鷲田敏弥、高鉾誠                                                                             | 服部憲知              | 高鉾誠                        | 5月31日         |
| TURN 32 | 長い夏の始まり               | 山田健一   | 於地紘仁                         | 橋口淳一郎      | 阿曽仁美、宍戸久美子 鈴木信一                                                                | 浦中利浩              | 岩崎安利                      | 6月7日          |
| TURN 33 | クロノVSシオン               | 犬飼和彦   | 羽鳥潤                           | 羽鳥潤          | 渡辺まゆみ、大川美穂子 今野幸一                                                              | 服部憲知              | 村松尚雄                      | 6月14日         |
| TURN 34 | メガラニカの人魚姫           | 石橋大助   | 泉保良輔                         | 泉保良輔        | 徳川恵梨、清水恵蔵                                                                           | 浦中利浩              | 小田裕康                      | 6月21日         |
| TURN 35 | 新田シン                     | 久尾歩     | 梅本唯                           | 小野田雄亮      | 小澤円、菅野智之 坂本ひろみ                                                                  | 服部憲知              | 村松尚雄                      | 6月28日         |
| TURN 36 | ユナイテッド・サンクチュアリ | 犬飼和彦   | 田頭しのぶ                       | 秦義人          | 佐久間信一                                                                                   | 浦中利浩              | 岩崎安利                      | 7月5日          |
| TURN 37 | ドッグトレーナー             | 犬飼和彦   | 本多康之 きみやしげる 坂本ひろみ | 備前克彦        | 濱口頌平、長尾未来 竹村南                                                                    | 濱口頌平              | 濱口頌平                      | 7月12日         |
| TURN 38 | 奇跡のカード                 | 吉村清子   | 木内俊雄                         | 木内俊雄        | 坂本ひろみ、阿曽仁美 鈴木信一                                                                | 浦中利浩              | 小田裕康                      | 7月19日         |
| TURN 39 | 日蝕                         | 久尾歩     | 園田雅裕                         | 園田雅裕        | 桑原麻衣、高鉾誠 鷲田敏弥                                                                    | 高鉾誠                | 高鉾誠                        | 8月2日          |
| TURN 40 | ネクステージ                 | 山田健一   | 東海林真一                       | 秦義人          | 佐久間信一                                                                                   | 服部憲知              | 濱口頌平                      | 8月9日          |
| TURN 41 | トコハVSリン                 | 浅川美也   | 黒田幸生                         | 黒田幸生        | 宍戸久美子、鈴木信一 徳倉栄一                                                                | 浦中利浩              | 岩崎安利                      | 8月16日         |
| TURN 42 | シオンVSショウマ             | 犬飼和彦   | 平野俊貴                         | 羽鳥潤          | 大川美穂子、今野幸一                                                                         | 服部憲知              | 村松尚雄 小田裕康             | 8月23日         |
| TURN 43 | ストライドフォース           | 吉村清子   | 於地紘仁                         | 前屋俊広        | 清水恵蔵、徳川恵梨                                                                           | 浦中利浩              | 村松尚雄                      | 8月30日         |
| TURN 44 | クロノVSタイヨウ             | 石橋大助   | 田頭しのぶ                       | 備前克彦        | 濱口頌平、長尾未来 竹村南                                                                    | 濱口頌平              | 濱口頌平                      | 9月6日          |
| TURN 45 | クロノVS神崎                 | 山田健一   | 橋口淳一郎                       | 橋口淳一郎      | 高鉾誠、坂本ひろみ 鷲田敏弥                                                                  | 高鉾誠                | 岩崎安利                      | 9月13日         |
| TURN 46 | 超越する力                   | 久尾歩     | 佐川梅三郎                       | 秦義人          | 佐久間信一                                                                                   | 浦中利浩              | 小田裕康                      | 9月20日         |
| TURN 47 | クロノVS伊吹                 | 犬飼和彦   | 伊藤達文                         | 小野田雄亮      | 徳倉栄一                                                                                     | 服部憲知              | 村松尚雄                      | 9月27日         |
| TURN 48 | 決着                         | 吉村清子   | 木内俊雄                         | 木内俊雄        | 阿曽仁美、桑原麻衣 鈴木信一                                                                  | 浦中利浩              | 濱口頌平 高鉾誠               | 10月4日         |

### 放送・配信（G）
| 放送期間                                                                     | 放送時間                                                     | 放送局         | 対象地域       | 備考                                 |
| ---------------------------------------------------------------------------- | ------------------------------------------------------------ | -------------- | -------------- | ------------------------------------ |
| 2014年10月26日 - 2015年10月4日                                               | 日曜 10:00 - 10:30                                           | テレビ東京     | 関東広域圏     | 製作局                               |
|                                                                              |                                                              | テレビ北海道   | 北海道         |                                      |
|                                                                              |                                                              | テレビ愛知     | 愛知県         |                                      |
|                                                                              |                                                              | テレビ大阪     | 大阪府         |                                      |
|                                                                              |                                                              | テレビせとうち | 岡山県・香川県 |                                      |
|                                                                              |                                                              | TVQ九州放送    | 福岡県         |                                      |
|                                                                              |                                                              | BSジャパン     | 日本全域       | BS放送                               |
| 2014年11月4日 - 2015年10月13日                                               | 火曜 17:30 - 18:00                                           | テレビ和歌山   | 和歌山県       |                                      |
| 2014年11月6日 - 2015年3月26日 2015年4月2日 - 7月2日 2015年7月13日 - 10月12日 | 木曜 23:30 - 金曜 0:00 木曜 21:30 - 22:00 月曜 22:00 - 22:30 | AT-X           | 日本全域       | CS放送 / リピート放送あり            |
| 2014年11月29日 - 2015年11月21日                                              | 土曜 6:00 - 6:30                                             | 東日本放送     | 宮城県         |                                      |
| 2014年12月13日 - 2015年12月5日                                               | 土曜 7:00 - 7:30                                             | 青森朝日放送   | 青森県         |                                      |
| 2015年1月9日 - 3月27日 2015年3月31日 - 12月15日                              | 金曜 16:50 - 17:20 火曜 1:30 - 2:00（月曜深夜）              | テレビ静岡     | 静岡県         |                                      |
| 2015年4月5日 - 10月11日                                                      | 日曜 6:15 - 6:45                                             | 山陰放送       | 鳥取県・島根県 | 前シリーズは未放送                   |
| 2015年4月7日 - 10月13日                                                      | 火曜 16:22 - 16:50                                           | 新潟総合テレビ | 新潟県         | 前シリーズは新潟テレビ21で放送       |
| 2015年4月8日 - 10月14日                                                      | 水曜 1:50 - 2:20（火曜深夜）                                 | 岩手朝日テレビ | 岩手県         | 前シリーズは岩手めんこいテレビで放送 |
| テレビ東京系列の地上波6局では字幕放送を実施。                                |                                                              |                |                |                                      |

インターネットではニコニコチャンネルにて、2014年10月28日より配信。

## カードファイト!! ヴァンガードG ギアースクライシス編
2015年10月11日から2016年4月10日までテレビ東京系列ほかにて放送。ヴァンガード普及協会主催の一大イベント「Gクエスト」に挑む新導クロノたちの活躍を描く。

### 各話リスト（G ギアースクライシス編）
- 放送回のカウントは前作から引き続き「TURN（話数）」となっているが、話数はリセットされている。

| 話数    | サブタイトル                 | 脚本              | 絵コンテ   | 演出       | 作画監督                                                               | 総作画監督              | アクション・ユニット 作画監督 | 初放送日        |
| ------- | ---------------------------- | ----------------- | ---------- | ---------- | ---------------------------------------------------------------------- | ----------------------- | ----------------------------- | --------------- |
| TURN 1  | Gクエスト開幕！              | 犬飼和彦          | 藤原佳幸   | 泉保良輔   | 徳川恵梨、清水恵蔵 永井泰平、服部益実                                  | 坂本ひろみ とみながまり | 小田裕康                      | 2015年 10月11日 |
| TURN 2  | スペシャルアクアフォース     | 吉村清子          | 園田雅裕   | 園田雅裕   | 宍戸久美子、鷲田敏弥 高鉾誠                                            | 高鉾誠                  | 高鉾誠                        | 10月18日        |
| TURN 3  | クロノVSレオン               | 犬飼和彦          | 黒田幸生   | 黒田幸生   | 佐久間信一                                                             | 浦中利浩                | 村松尚雄                      | 10月25日        |
| TURN 4  | エースの罠                   | 吉村清子          | 梅本唯     | 松永真彦   | 濱口頌平、長尾未来 竹村南                                              | 濱口頌平                | 濱口頌平                      | 11月1日         |
| TURN 5  | ラミーラビリンス             | 浅川美也          | 橋口淳一郎 | 橋口淳一郎 | 桑原麻衣、菅野智之 鈴木信一                                            | とみながまり 坂本ひろみ | -                             | 11月8日         |
| TURN 6  | 嵐の夜                       | 石橋大助          | 本多康之   | 小野田雄亮 | 徳倉栄一、菅井嘉浩 平良哲朗                                            | 服部憲知                | 岩崎安利                      | 11月15日        |
| TURN 7  | 覚醒のシオン                 | 久尾歩            | 於地紘仁   | 泉保良輔   | 清水恵蔵、徳川恵梨 永井泰平、桑島望                                    | 浦中利浩                | 村松尚雄                      | 11月22日        |
| TURN 8  | めぐりあう場所               | 山田健一          | 梅本唯     | 黒田幸生   | 佐久間信一                                                             | 坂本ひろみ              | 小田裕康                      | 11月29日        |
| TURN 9  | Zoo支部                      | 吉村清子          | 木内俊雄   | 木内俊雄   | 高鉾誠、阿曽仁美                                                       | 高鉾誠                  | 高鉾誠                        | 12月6日         |
| TURN 10 | 伝説のD                      | 犬飼和彦          | 園田雅裕   | 園田雅裕   | 桑原麻衣、宍戸久美子 鈴木信一                                          | とみながまり 浦中利浩   | 岩崎安利                      | 12月13日        |
| TURN 11 | 裸のファイト                 | 吉村清子          | 松本佳久   | 松永真彦   | 濱口頌平、長尾未来 竹村南                                              | 濱口頌平                | 濱口頌平                      | 12月20日        |
| TURN 12 | 櫂のイナズマ                 | 石橋大助          | 於地紘仁   | 小野田雄亮 | 徳倉栄一、高橋恒星 平良哲朗                                            | 坂本ひろみ とみながまり | 村松尚雄                      | 12月27日        |
| TURN 13 | 伊吹の誤算                   | 久尾歩            | 佐藤真人   | 長岡義孝   | 佐久間信一                                                             | 浦中利浩                | 小田裕康                      | 2016年 1月10日  |
| TURN 14 | カードキャピタル一号店       | 浅川美也          | 橋口淳一郎 | 橋口淳一郎 | 阿曽仁美、高鉾誠 鷲田敏弥                                              | 高鉾誠 とみながまり     | 高鉾誠                        | 1月17日         |
| TURN 15 | 新導ミクル                   | 山田健一          | 本多康之   | 泉保良輔   | 徳川恵梨、永井泰平 清水恵蔵                                            | 服部憲知 とみながまり   | 岩崎安利                      | 1月24日         |
| TURN 16 | ヴァンガード女子会           | 犬飼和彦          | 木内俊雄   | 木内俊雄   | 桑原麻衣、鈴木信一 宍戸久美子                                          | 坂本ひろみ とみながまり | 村松尚雄                      | 1月31日         |
| TURN 17 | シオンVSエース               | 吉村清子          | 於地紘仁   | 上野史博   | 南伸一郎、Kim Jung Eun Shin Min Seop、Shin Hyung Sick Lee Sang Jin     | 浦中利浩 とみながまり   | 小田裕康                      | 2月7日          |
| TURN 18 | トライスリーVSAL4            | 犬飼和彦          | おだまり   | 長岡義孝   | 佐久間信一                                                             | 服部憲知                | 岩崎安利                      | 2月14日         |
| TURN 19 | クロノVSレン                 | 久尾歩            | 園田雅裕   | 園田雅裕   | 高鉾誠、阿曽仁美                                                       | 高鉾誠 とみながまり     | 高鉾誠 村松尚雄               | 2月21日         |
| TURN 20 | 普及協会の闇                 | 石橋大助          | 於地紘仁   | 松永真彦   | 濱口頌平、長尾未来 竹村南                                              | 濱口頌平                | 濱口頌平                      | 2月28日         |
| TURN 21 | ダークゾーン支部の罠         | 吉村清子          | 泉保良輔   | 前島健一   | 徳川恵梨、永井泰平 清水恵蔵                                            | 浦中利浩                | 小田裕康                      | 3月6日          |
| TURN 22 | 決戦前夜                     | 浅川美也 吉村清子 | 橋口淳一郎 | 橋口淳一郎 | 桑原麻衣、鈴木信一                                                     | 坂本ひろみ              | -                             | 3月13日         |
| TURN 23 | 決戦!チームQ4 トコハVSミサキ | 山田健一          | 於地紘仁   | 小野田雄亮 | 徳倉栄一、高橋恒星                                                     | 服部憲知 とみながまり   | 村松尚雄                      | 3月20日         |
| TURN 24 | シオンVS櫂                   | 久尾歩            | 佐藤篤志   | 久保山英一 | 佐久間信一                                                             | 浦中利浩                | -                             | 3月27日         |
| TURN 25 | クロノVSカムイ               | 吉村清子          | 山門邦夫   | 上野史博   | 飯飼一幸、半田大貴 南伸一郎、Kim Jung Eun Seo Jung Duc、Shin Hyung Sik | 坂本ひろみ とみながまり | 小田裕康                      | 4月3日          |
| TURN 26 | ギアースクライシス           | 吉村清子          | 木内俊雄   | 木内俊雄   | 阿曽仁美、桑原麻衣 高鉾誠                                              | 高鉾誠 とみながまり     | 高鉾誠                        | 4月10日         |

### 放送・配信（G ギアースクライシス編）
| 放送期間                                              | 放送時間                              | 放送局         | 対象地域       | 備考                      |
| ----------------------------------------------------- | ------------------------------------- | -------------- | -------------- | ------------------------- |
| 2015年10月11日 - 2016年4月10日                        | 日曜 10:00 - 10:30                    | テレビ東京     | 関東広域圏     | 製作局                    |
|                                                       |                                       | テレビ北海道   | 北海道         |                           |
|                                                       |                                       | テレビ愛知     | 愛知県         |                           |
|                                                       |                                       | テレビ大阪     | 大阪府         |                           |
|                                                       |                                       | テレビせとうち | 岡山県・香川県 |                           |
|                                                       |                                       | TVQ九州放送    | 福岡県         |                           |
|                                                       |                                       | BSジャパン     | 日本全域       | BS放送                    |
| 2015年10月18日 - 2016年4月24日                        | 日曜 6:15 - 6:45                      | 山陰放送       | 鳥取県・島根県 |                           |
| 2015年10月19日 - 2016年4月18日                        | 月曜 22:00 - 22:30                    | AT-X           | 日本全域       | CS放送 / リピート放送あり |
| 2015年10月20日 - 2016年3月29日 2016年4月5日 - 4月19日 | 火曜 16:22 - 16:50 火曜 16:20 - 16:50 | 新潟総合テレビ | 新潟県         |                           |
| 2015年10月20日 - 2016年4月19日                        | 火曜 17:30 - 18:00                    | テレビ和歌山   | 和歌山県       |                           |
| 2015年10月21日 - 2016年4月20日                        | 水曜 1:50 - 2:20（火曜深夜）          | 岩手朝日テレビ | 岩手県         |                           |
| 2015年11月28日 - 2016年6月4日                         | 土曜 6:00 - 6:30                      | 東日本放送     | 宮城県         |                           |
| 2015年12月12日 - 2016年6月18日                        | 土曜 7:00 - 7:30                      | 青森朝日放送   | 青森県         |                           |
| 2015年12月22日 - 2016年6月14日                        | 火曜 1:30 - 2:00（月曜深夜）          | テレビ静岡     | 静岡県         |                           |
| テレビ東京系列の地上波6局では字幕放送を実施。         |                                       |                |                |                           |

インターネットではニコニコチャンネルにて、2015年10月13日より火曜21時に配信。

## カードファイト!! ヴァンガードG ストライドゲート編
2016年4月17日から同年9月25日までテレビ東京系列ほかにて放送。前作からの直接的な続きとなっており、Gクエストを制覇した新導クロノたちトライスリーと明神リューズ一派の戦いを描く。

### 各話リスト（G ストライドゲート編）
- 放送回のカウントは前作から引き続き「TURN（話数）」。話数は『ギアースクライシス編』から継続されている。

| 話数       | サブタイトル               | 脚本              | 絵コンテ          | 演出       | 作画監督                                                                | 総作画監督                                         | アクション・ユニット 作画監督 | 初放送日       |
| ---------- | -------------------------- | ----------------- | ----------------- | ---------- | ----------------------------------------------------------------------- | -------------------------------------------------- | ----------------------------- | -------------- |
| TURN 27    | 突入！リューズ・ラボ       | 犬飼和彦          | 於地紘仁          | 前島健一   | 徳川恵梨、清水恵蔵 J-CUBE、YABES                                        | 浦中利浩                                           | 村松尚雄                      | 2016年 4月17日 |
| TURN 28    | 明神リューズ               | 犬飼和彦          | 佐藤篤志          | 松永眞彦   | 濱口頌平、竹村南 長尾未来                                               | 濱口頌平 とみながまり                              | 濱口頌平                      | 4月24日        |
| TURN 29    | 守山ヒロキ                 | 石橋大助          | 山門邦夫          | 久保山英一 | 佐久間信一                                                              | 坂本ひろみ                                         | 小田裕康                      | 5月1日         |
| TURN 30    | 神崎との再会               | 浅川美也          | 本多康之          | 小野田雄亮 | 高橋恒星、徳倉栄一                                                      | 浦中利浩 とみながまり                              | -                             | 5月8日         |
| TURN 31    | タイヨウVSヒロキ           | 久尾歩            | 於地紘仁          | 上野史博   | 山本径子、南伸一郎 雨宮達夫、半田大貴 桜井木ノ実、飯飼一幸 Seo Jung Duc | 小松真梨子                                         | 村松尚雄                      | 5月15日        |
| TURN 32    | ドラゴンエンパイア支部崩壊 | 吉村清子          | 橋口淳一郎        | 橋口淳一郎 | 阿曽仁美、桑原麻衣 高鉾誠                                               | 高鉾誠 とみながまり                                | 高鉾誠                        | 5月22日        |
| TURN 33    | 不機嫌な見舞客             | 犬飼和彦          | 泉保良輔          | 泉保良輔   | 徳川恵梨、清水恵蔵 永井泰平、川口弘明                                   | 坂本ひろみ とみながまり                            | 小田裕康                      | 5月29日        |
| TURN 34    | クロノの記憶               | 吉村清子          | 梅本唯            | 久保山英一 | 佐久間信一                                                              | 浦中利浩 とみながまり                              | 山門郁夫                      | 6月5日         |
| TURN 35    | ディペンドカード覚醒       | 吉村清子          | 佐藤篤志          | 松永眞彦   | 濱口頌平、竹村南 長尾未来                                               | 濱口頌平                                           | 濱口頌平                      | 6月12日        |
| TURN 36    | 歌姫の三重奏               | 石橋大助          | 於地紘仁          | 小野田雄亮 | 高橋恒星、徳倉栄一                                                      | 坂本ひろみ 小松真梨子                              | 村松尚雄                      | 6月19日        |
| TURN 37    | 三人で、再び               | 石橋大助          | 上野史博 岩垂瑞樹 | 長山延好   | Seo Jung Duc、Shin Min Seop 桜井木ノ実、山本径子 雨宮達夫、南伸一郎     | 浦中利浩 服部憲知                                  | 小田裕康                      | 6月26日        |
| TURN 38    | ライブとリューズ           | 犬飼和彦          | 木内俊雄          | 木内俊雄   | 阿曽仁美、桑原麻衣 高鉾誠                                               | 高鉾誠                                             | 高鉾誠                        | 7月3日         |
| TURN 39    | 約束                       | 吉村清子          | 園田雅裕          | 佐藤清光   | 佐久間信一                                                              | 小松真梨子 とみながまり                            | 村松尚雄                      | 7月10日        |
| TURN 40    | 激闘！トリニティドラゴン   | 浅川美也 犬飼和彦 | 於地紘仁          | 泉保良輔   | 徳川恵梨、清水恵蔵 永井泰平、服部益実                                   | 坂本ひろみ とみながまり                            | 小田裕康                      | 7月17日        |
| TURN 41    | 江西VSアム                 | 犬飼和彦          | 佐藤篤志          | 小野田雄亮 | 高橋恒星、徳倉栄一                                                      | 服部憲知 とみながまり                              | 村松尚雄                      | 7月24日        |
| TURN 42    | 東雲の愉悦                 | 犬飼和彦          | 園田雅裕          | 黒田幸生   | 桑原麻衣、浦中利浩                                                      | とみながまり                                       | 小田裕康                      | 7月31日        |
| TURN 43    | 完全なる未来               | 吉村清子          | 橋口淳一郎        | 橋口淳一郎 | 阿曽仁美、高鉾誠                                                        | 高鉾誠 とみながまり                                | 高鉾誠                        | 8月7日         |
| TURN 44    | 審判の刻                   | 吉村清子          | 於地紘仁          | 長山延好   | Seo Jung Duc、山本径子 桜井木ノ実、南伸一郎 雨宮達夫                    | 坂本ひろみ 服部憲知 浦中利浩                       | 小田裕康                      | 8月14日        |
| TURN 45    | 機械仕掛けの神             | 久尾歩            | 園田雅裕          | 園田雅裕   | 佐久間信一                                                              | 小松真梨子 とみながまり                            | 村松尚雄                      | 8月21日        |
| TURN 46    | 光輝の剣                   | 犬飼和彦          | 佐藤篤史          | 泉保良輔   | 徳川恵梨、清水恵蔵 永井泰平                                             | 浦中利浩 服部憲知 とみながまり                     | 小田裕康                      | 8月28日        |
| TURN 47    | 本当の気持ち               | 犬飼和彦          | 於地紘仁          | 小野田雄亮 | 高橋恒星、徳倉栄一                                                      | 坂本ひろみ とみながまり                            | 山門郁夫 村松尚雄             | 9月4日         |
| TURN 48    | クロノVSリューズ           | 吉村清子          | 木内俊雄          | 木内俊雄   | 高鉾誠、桑原麻衣 阿曽仁美                                               | 高鉾誠 とみながまり                                | 高鉾誠                        | 9月11日        |
| TURN 49    | イメージを超えた未来       | 吉村清子          | 佐藤篤志          | 松永眞彦   | 濱口頌平、竹村南 長尾未来                                               | 濱口頌平 とみながまり                              | 濱口頌平                      | 9月18日        |
| FINAL TURN | NEXT STAGE                 | 吉村清子          | 本多康之          | 長山延好   | 山本径子、桜井木ノ実 松下清志、Kim Eun Ha Kim Jin Young                 | とみながまり 浦中利浩 坂本ひろみ 小松真梨子 高鉾誠 | 小田裕康                      | 9月25日        |

### 放送・配信（G ストライドゲート編）
| 放送期間                                      | 放送時間                     | 放送局         | 対象地域       | 備考                      |
| --------------------------------------------- | ---------------------------- | -------------- | -------------- | ------------------------- |
| 2016年4月17日 - 9月25日                       | 日曜 10:00 - 10:30           | テレビ東京     | 関東広域圏     | 製作局                    |
|                                               |                              | テレビ北海道   | 北海道         |                           |
|                                               |                              | テレビ愛知     | 愛知県         |                           |
|                                               |                              | テレビ大阪     | 大阪府         |                           |
|                                               |                              | テレビせとうち | 岡山県・香川県 |                           |
|                                               |                              | TVQ九州放送    | 福岡県         |                           |
|                                               |                              | BSジャパン     | 日本全域       | BS放送                    |
| 2016年4月25日 - 10月3日                       | 月曜 22:00 - 22:30           | AT-X           | 日本全域       | CS放送 / リピート放送あり |
| 2016年4月26日 - 10月4日                       | 火曜 16:20 - 16:50           | 新潟総合テレビ | 新潟県         |                           |
|                                               | 火曜 17:30 - 18:00           | テレビ和歌山   | 和歌山県       |                           |
| 2016年4月27日 - 10月12日                      | 水曜 1:50 - 2:20（火曜深夜） | 岩手朝日テレビ | 岩手県         |                           |
| 2016年5月1日 - 10月16日                       | 日曜 6:15 - 6:45             | 山陰放送       | 鳥取県・島根県 |                           |
| 2016年6月21日 - 11月29日                      | 火曜 1:30 - 2:00（月曜深夜） | テレビ静岡     | 静岡県         |                           |
| 2016年6月25日 - 12月10日                      | 土曜 6:00 - 6:30             | 東日本放送     | 宮城県         |                           |
| 2016年6月25日 - 12月3日                       | 土曜 7:00 - 7:30             | 青森朝日放送   | 青森県         |                           |
| テレビ東京系列の地上波6局では字幕放送を実施。 |                              |                |                |                           |

インターネットではニコニコチャンネルにて、2016年4月19日より火曜21時に配信。

## カードファイト!! ヴァンガードG NEXT
2016年10月2日から2017年10月1日までテレビ東京系列ほかにて放送。キャッチコピーは「トライスリーの物語はNEXTへ！」。
高校生になったトライスリーの3人が別々のチームを組み、若きヴァンガードファイターたちが集う超大型大会「U20チャンピオンシップ」に挑戦する。
前述の通り、本作品からアニメーション制作がトムス・エンタテインメントからOLMに変更された。なお、放送2日前に安城トコハ役の新田恵海が降板を発表、本作からは相羽あいなが担当する。また、製作クレジットのテレビ東京のマークにナナナが表示されていない。

### 各話リスト（G NEXT）
| 話数    | サブタイトル                                     | 脚本         | 絵コンテ          | 演出                | 作画監督                                                                           | 総作画監督               | 初放送日       |
| ------- | ------------------------------------------------ | ------------ | ----------------- | ------------------- | ---------------------------------------------------------------------------------- | ------------------------ | -------------- |
| TURN 1  | Welcome to the NEXT STAGE!!                      | 犬飼和彦     | 梅本唯            | 中川航              | 中山みゆき、洪範錫                                                                 | 磯野智                   | 2016年 10月2日 |
| TURN 2  | 覚醒を待つ竜                                     | 久尾歩       | 前園文夫          | 鈴木裕輔            | 鈴木綾乃、高橋慶江 辻浩樹、五月麻帆 Kプロダクション                                | 萩原省智                 | 10月9日        |
| TURN 3  | カズマの儀式                                     | 山口宏       | 清水聡            | ありえゆうき        | 阿部智之、鈴木美音織 小池恵                                                        | 空流辺広子               | 10月16日       |
| TURN 4  | 福原の『綺』公子                                 | 古怒田健志   | 土屋日            | 近藤一英            | 青木真理子、川添亜希子 小宮山由美子、Kim Jin Young 櫻井司、本多弘幸 なるみたくや   | 萩原省智                 | 10月23日       |
| TURN 5  | 女王と策謀の微笑み                               | イシノアツオ | 土屋日            | 小野田雄亮          | 木下ゆうき、王益                                                                   | 空流辺広子               | 10月30日       |
| TURN 6  | クロスオーバー                                   | 久尾歩       | 葛谷直行          | 木村寛              | 伊藤大翼、川島尚 谷口健太、岡戸智凱                                                | 岩崎安利                 | 11月6日        |
| TURN 7  | 開花する私の未来                                 | 犬飼和彦     | 清水聡            | 中山淳史            | 阿部智之、鈴木美音織 小池恵                                                        | 空流辺広子               | 11月13日       |
| TURN 8  | 涙の海を越えて                                   | 古怒田健志   | 山田雅之          | 山田雅之            | 清島裕子、桜井木ノ実 松下清志、南伸一郎 雨宮達夫、服部憲知 Jung Cheol Gyo          | 萩原省智                 | 11月20日       |
| TURN 9  | 花は眩しく咲き誇る                               | イシノアツオ | 橋口淳一郎        | 藤本義孝            | 小栗寛子、洪範錫                                                                   | 空流辺広子               | 11月27日       |
| TURN 10 | 超えられない存在                                 | 久尾歩       | 近藤一英          | 白石道太            | 桐谷真咲、小畑賢 谷口りつ子、坂友加里 大森亘、挽本敦子 西山忍、小林裕子 木下由美子 | 岩崎安利 辻浩樹          | 12月4日        |
| TURN 11 | 俺はお前の……!!                                   | 吉村清子     | 松川朋弘 川崎逸朗 | 牧野吉高            | 阿部智之、鈴木美音織 小池恵                                                        | 空流辺広子               | 12月11日       |
| TURN 12 | 最後のチャンス                                   | 犬飼和彦     | 川崎ゆたか        | 東亮佑              | Kプロダクション、阪本望実 ユン・プグン、高橋慶江 清水拓磨                          | 萩原省智 岩崎安利        | 12月18日       |
| TURN 13 | 決戦!!! ストライダーズ vs トリニティドラゴン!!!  | 古怒田健志   | 川崎逸朗          | 高橋滋春            | 呉良鉉、朴旲烈 小栗寛子、洪範錫                                                    | 空流辺広子               | 12月25日       |
| TURN 14 | Are you ready to FIGHT!!                         | 犬飼和彦     | 葛谷直行          | 黒田幸生            | 飯飼一幸、藤田正幸 坂本麻衣、服部憲知 沼田広                                       | 萩原省智 辻浩樹 岩崎安利 | 2017年 1月8日  |
| TURN 15 | 乱戦!! ファーストステージ                        | イシノアツオ | 川崎逸朗          | 藤本義孝            | 森田実、山村俊了                                                                   | 空流辺広子               | 1月15日        |
| TURN 16 | ニッポンの夜明け                                 | 久尾歩       | 土屋日            | 鈴木裕輔 堀口和樹   | 斉藤大輔、山口光紀 芳山優、山本彩 松村拓哉、那花優統 Kim Suho                      | 萩原省智 辻浩樹          | 1月22日        |
| TURN 17 | 光の道標                                         | 吉村清子     | 岩田義彦          | 岩田義彦            | 小栗寛子、洪範錫                                                                   | 空流辺広子               | 1月29日        |
| TURN 18 | 漢と漢                                           | 犬飼和彦     | 近藤一英          | 長山延好            | 清島裕子、桜井木ノ実 南伸一郎、山本径子 松下清志、服部憲知                         | Jung Cheol Gyo 小島えり  | 2月5日         |
| TURN 19 | 渇望の摩天楼                                     | 久尾歩       | 川口敬一郎        | 筆坂明規            | 横松雄馬                                                                           | 空流辺広子               | 2月12日        |
| TURN 20 | 不屈の海賊姫                                     | イシノアツオ | 丸山裕介 川崎逸朗 | 小谷野竜成 東亮佑   | 高見明男、石原満 芳山優、石川建朝 辻浩樹、内田紗保利                               | -                        | 2月19日        |
| TURN 21 | 魅惑の奇術                                       | 古怒田健志   | 大原実            | 筑紫大介            | 王益、木下ゆうき                                                                   | 空流辺広子               | 2月26日        |
| TURN 22 | 忍び寄る脅威                                     | 吉村清子     | 土屋日            | 森田静二            | 北條直明、杉本幸子 園田大勢、鵜池一馬 高木恵湖                                     | -                        | 3月5日         |
| TURN 23 | 強く激しく美しく                                 | 犬飼和彦     | 清水聡            | 高橋滋春            | 小栗寛子、洪範錫 渡辺はるか                                                        | 空流辺広子               | 3月12日        |
| TURN 24 | 騎士は剣に勝利を誓う                             | 久尾歩       | 近藤一英          | 東亮佑              | 石川建朝、内田紗保利 斉藤大輔、舘崎大 辻浩樹、芳山優 金海淑                        | -                        | 3月19日        |
| TURN 25 | 終幕のカオス                                     | 吉村清子     | 川崎逸朗          | 藤本義孝            | 森田実、山村俊了                                                                   | 空流辺広子               | 3月26日        |
| TURN 26 | 帰還の先導者!                                    | 久尾歩       | 川崎逸朗          | 長山延好            | Kim Jin Young、桜井木ノ実 山本径子、磯辺さくら                                     | -                        | 4月2日         |
| TURN 27 | クロノVSアイチ                                   | 犬飼和彦     | 辻初樹            | 佐々木純人          | 洪範錫、平良哲朗                                                                   | -                        | 4月9日         |
| TURN 28 | 伊吹の試練                                       | 吉村清子     | 山田雅之          | 佐土原武之 中村憲由 | 飯飼一幸、古池敏也                                                                 | -                        | 4月16日        |
| TURN 29 | 異世界からの憑依者                               | 吉村清子     | もりたけし        | 菱川直樹            | 張紹偉                                                                             | 空流辺広子               | 4月23日        |
| TURN 30 | あの日見た輝き                                   | イシノアツオ | 土屋日            | 秦義人              | 鶴元慎子、那花優統 Kim Jin Young、金海淑 李少雷                                    | -                        | 4月30日        |
| TURN 31 | 脆弱なる生物達                                   | 古怒田健志   | 清水聡            | 高橋滋春            | 小栗寛子、洪範錫 韓承熙、承明桂                                                    | 空流辺広子               | 5月7日         |
| TURN 32 | 邪眼の支配者                                     | 犬飼和彦     | 近藤一英          | 阿部雅司            | 内田紗保利、芳山優 舘崎大、佐賀野桜子 山本径子、鈴木伸一 安斉佳恵、金海淑          | -                        | 5月14日        |
| TURN 33 | 人間の可能性                                     | 久尾歩       | 川口敬一郎        | 藤本義孝            | 野崎麗子、佐野陽子 山村俊了、白石悟 森悦史                                         | 空流辺広子               | 5月21日        |
| TURN 34 | 兄との再会                                       | 吉村清子     | 山田雅之          | 小林一三            | 桜井木の実、小林一三                                                               | -                        | 5月28日        |
| TURN 35 | 運命の解放                                       | 吉村清子     | 川崎逸朗          | 森田静二            | 平良哲郎、徳倉栄一                                                                 | 空流辺広子               | 6月4日         |
| TURN 36 | 福原の選択                                       | イシノアツオ | 近藤一英          | 鈴木龍太郎          | Kim Jin Young、服部憲知 桜井木ノ実、山本径子 磯辺さくら、亀山進矢 中川航           | -                        | 6月11日        |
| TURN 37 | 俺達のヴァンガード                               | 久尾歩       | 川口敬一郎        | 菱川直樹            | 王益                                                                               | 空流辺広子               | 6月18日        |
| TURN 38 | この空の先に                                     | 犬飼和彦     | 紅優              | 高橋知也            | 小島えり、洪範錫 B.S.P、韓承熙 承明桂                                              | 磯野智                   | 6月25日        |
| TURN 39 | 復活の狼煙                                       | 古怒田健志   | 中村憲由          | 中村憲由            | 飯飼一幸、古池敏也                                                                 | 空流辺広子               | 7月2日         |
| TURN 40 | ストライダーズの誓い                             | イシノアツオ | 川崎逸朗          | 川崎逸朗            | 洪範錫                                                                             | 空流辺広子               | 7月9日         |
| TURN 41 | 福原高校ヴァンガード部 vs チーム・ディフライダー | 犬飼和彦     | 土屋日            | 三浦慧              | 南井尚子、Kim Su-ho                                                                | -                        | 7月16日        |
| TURN 42 | 天命を超えて                                     | 吉村清子     | 大原実            | 藤本義孝            | 野崎麗子、佐野陽子 森悦史、白石悟                                                  | 空流辺広子               | 7月23日        |
| TURN 43 | ストライダーズ vs ハイメフラワーズ               | イシノアツオ | 山田雅之          | 上野史博            | Kim Jin young、服部憲知 木村なづき、山本径子 片岡恵美子、那花優統 辻浩樹           | -                        | 7月30日        |
| TURN 44 | 胸を焦がす熱さ                                   | 久尾歩       | 清水聡            | 森田静二            | 前原薫、平良哲朗                                                                   | 空流辺広子               | 8月6日         |
| TURN 45 | 神崎との特訓                                     | 犬飼和彦     | 川崎ゆたか        | 矢花馨              | 坪田慎太郎、飯泉俊臣 桜井木ノ実                                                    | -                        | 8月13日        |
| TURN 46 | ベルノの挑戦                                     | 吉村清子     | 川口敬一郎        | 菱川直樹            | 王益                                                                               | 空流辺広子               | 8月20日        |
| TURN 47 | 輝きの果てに                                     | 古怒田健志   | 近藤一英          | 鈴木龍太郎          | 山本径子、Kim Jin young 服部憲知、木村なづき                                       | -                        | 8月27日        |
| TURN 48 | 覚醒の竜                                         | イシノアツオ | 岩田義彦          | 岩田義彦            | 小島えり、渡部由紀子 洪範錫                                                        | 空流辺広子               | 9月3日         |
| TURN 49 | 兄弟決戦                                         | 久尾歩       | 中村憲由          | 中村憲由            | 飯飼一幸、古池敏也                                                                 | -                        | 9月10日        |
| TURN 50 | 託された思い                                     | 吉村清子     | 川崎逸朗          | 藤本義孝            | 野崎麗子、山村俊了 森悦史、白石悟                                                  | 空流辺広子               | 9月17日        |
| TURN 51 | 超える力                                         | 吉村清子     | 川崎逸朗          | 森田静二 鈴木龍太郎 | 洪範錫、小栗寛子 Kim Jin young、木村なづき                                         | 空流辺広子               | 9月24日        |
| TURN 52 | 帰還                                             | 吉村清子     | 川崎逸朗          | 中川航              | 竹内杏子、渡部由紀子 徳倉栄一、平良哲朗                                            | 空流辺広子 磯野智        | 10月1日        |

### 放送・配信（G NEXT）
| 放送期間                                                                      | 放送時間                                                           | 放送局         | 対象地域       | 備考                      |
| ----------------------------------------------------------------------------- | ------------------------------------------------------------------ | -------------- | -------------- | ------------------------- |
| 2016年10月2日 - 2017年10月1日                                                 | 日曜 10:00 - 10:30                                                 | テレビ東京     | 関東広域圏     | 製作局                    |
|                                                                               |                                                                    | テレビ北海道   | 北海道         |                           |
|                                                                               |                                                                    | テレビ愛知     | 愛知県         |                           |
|                                                                               |                                                                    | テレビ大阪     | 大阪府         |                           |
|                                                                               |                                                                    | テレビせとうち | 岡山県・香川県 |                           |
|                                                                               |                                                                    | TVQ九州放送    | 福岡県         |                           |
|                                                                               |                                                                    | BSジャパン     | 日本全域       | BS放送                    |
| 2016年10月10日 - 2017年7月3日 2017年7月11日 - 9月26日 2017年10月5日・10月12日 | 月曜 22:00 - 22:30 火曜 0:30 - 1:00（月曜深夜） 木曜 19:00 - 19:30 | AT-X           | 日本全域       | CS放送 / リピート放送あり |
| 2016年10月11日 - 2017年10月10日                                               | 火曜 16:20 - 16:50                                                 | 新潟総合テレビ | 新潟県         |                           |
|                                                                               | 火曜 17:30 - 18:00                                                 | テレビ和歌山   | 和歌山県       |                           |
| 2016年10月19日 - 2017年10月18日                                               | 水曜 1:50 - 2:20（火曜深夜）                                       | 岩手朝日テレビ | 岩手県         |                           |
| 2016年10月23日 - 2017年11月12日                                               | 日曜 6:15 - 6:45                                                   | 山陰放送       | 鳥取県・島根県 |                           |
| 2016年12月6日 - 2017年12月5日                                                 | 火曜 1:30 - 2:00（月曜深夜）                                       | テレビ静岡     | 静岡県         |                           |
| 2016年12月10日 - 2017年9月30日 2017年10月5日 - 12月14日                       | 土曜 7:00 - 7:30 木曜 2:10 - 2:40（水曜深夜）                      | 青森朝日放送   | 青森県         | [ 注 6 ]                  |
| 2016年12月17日 - 2017年9月30日 2017年10月7日 - 12月23日                       | 土曜 6:00 - 6:30 土曜 5:20 - 5:50                                  | 東日本放送     | 宮城県         |                           |
| テレビ東京系列の地上波6局では字幕放送を実施。                                 |                                                                    |                |                |                           |

インターネットではニコニコチャンネルにて、2016年10月4日より火曜21時に配信。

## カードファイト!! ヴァンガードG Z
2017年10月8日から2018年4月1日までテレビ東京系列ほかにて放送。キャッチコピーは「先導者VS破壊の竜神。物語は決戦の"Z"へ！」。
全てを滅ぼす「破壊の竜神 ギーゼ」の復活を目論み地球への侵攻を開始した「使徒」を名乗るディフライダーたちと地球のヴァンガードファイターの戦いを描く、ヴァンガードGシリーズ最終作。
本作品を以って『カードファイト!! ヴァンガード アジアサーキット編』から続いたテレビ東京を制作局とするアニメシリーズも終了。次回作となる『中・高校生編』は独立局主体に変更した上で放送された。

### 各話リスト（G Z）
| 話数       | サブタイトル                                           | 脚本                     | 絵コンテ                 | 演出                     | 作画監督                                                                  | 総作画監督          | 初放送日       |
| ---------- | ------------------------------------------------------ | ------------------------ | ------------------------ | ------------------------ | ------------------------------------------------------------------------- | ------------------- | -------------- |
| TURN 1     | 奪われたクロノ                                         | 犬飼和彦                 | 近藤信宏                 | 伊藤史夫                 | 柳瀬雄之、正木優太 糸島雅彦、森悦史                                       | 森本由布希          | 2017年 10月8日 |
| TURN 2     | 使徒からの挑戦状                                       | 犬飼和彦                 | 近藤信宏                 | 鈴木勇士                 | 波風立志                                                                  | 中山初絵            | 10月15日       |
| TURN 3     | 蒼波元帥ヴァレオス                                     | 山田健一                 | 河本昇悟                 | 加藤俊一                 | 渡辺健一、石川恵理 中熊太一、柳瀬譲二 八木元喜                            | 森本由布希          | 10月22日       |
| TURN 4     | ゼロスドラゴン                                         | 久尾歩                   | 小林一三 近藤信宏        | 間島崇寛                 | 飯飼一幸                                                                  | 中山初絵            | 10月29日       |
| TURN 5     | 復讐に燃える竜                                         | 古怒田健志               | 河本昇悟                 | 鈴木勇士                 | 小林一三、小笠原理恵                                                      | 森本由布希          | 11月5日        |
| TURN 6     | 粛清のオーバーロード                                   | イシノアツオ             | 近藤信宏                 | 村上貴之                 | 藤崎真吾、なかじまちゅうじ                                                | 中山初絵            | 11月12日       |
| TURN 7     | レリクス・クライシス                                   | 山田健一                 | 中村憲由                 | 伊藤史夫                 | 糸島雅彦、柴田ユウジ 高橋瑞紀、黒崎隼人 柳瀬雄之、森悦史                  | 森本由布希          | 11月19日       |
| TURN 8     | 私たちがつかんだ未来                                   | 犬飼和彦                 | 西森章                   | 中村憲由                 | 飯飼一幸、古池敏也                                                        | 中山初絵            | 11月26日       |
| TURN 9     | 百害女王 グレドーラ                                    | 吉村清子                 | 石平信司                 | 鈴木勇士                 | 只野和子、松下浩美 波風立志                                               | 森本由布希          | 12月3日        |
| TURN 10    | 漢のフィニッシュホールド                               | 久尾歩                   | 河本昇悟                 | 伊藤史夫                 | 渡辺健一、八木元喜 石川恵理、柳瀬譲二                                     | 中山初絵            | 12月10日       |
| TURN 11    | 邪神司教 ガスティール                                  | イシノアツオ             | 鈴木龍太郎               | 間島崇寛                 | 飯飼一幸                                                                  | 森本由布希          | 12月17日       |
| TURN 12    | 運命という名の呪い                                     | 久尾歩                   | 中村憲由                 | 関田修                   | 櫻井拓郎、白川茉莉 山口光紀、安藤義信 岡部実、松本清志 波風立志、糸島雅彦 | 中山初絵            | 12月24日       |
| TURN 13    | ギーゼの器                                             | 古怒田健志               | 石平信司                 | 前園文夫                 | 小林一三、小笠原理恵 斎藤千瑛                                             | 森本由布希          | 2018年 1月7日  |
| TURN 14    | 終わりの始まり                                         | 犬飼和彦                 | 川口敬一郎               | 村上貴之                 | なかじまちゅうじ、五十内裕輔 渡辺菜月                                     | 中山初絵            | 1月14日        |
| TURN 15    | 誓いのファイト                                         | 吉村清子                 | 伊藤史夫                 | 伊藤史夫                 | 柴田ユウジ、高橋瑞紀 森悦史、糸島雅彦 黒崎隼人、柳瀬雄之                  | 森本由布希          | 1月21日        |
| TURN 16    | 僕たちが手にした希望                                   | 犬飼和彦                 | 中村憲由                 | 中村憲由                 | 飯飼一幸、古池敏也 五十嵐俊介                                             | 中山初絵            | 1月28日        |
| TURN 17    | 降臨の地                                               | 久尾歩                   | 河本昇悟                 | 鈴木勇士                 | 只野和子、松下浩美 正木優太、吉田肇                                       | 森本由布希          | 2月4日         |
| TURN 18    | 決戦の幕開け                                           | 山田健一                 | 石平信司                 | 橋本直人                 | 波風立志                                                                  | 中山初絵            | 2月11日        |
| TURN 19    | 道化師の選択                                           | 吉村清子                 | 土屋日                   | 伊藤史夫                 | 渡辺健一、八木元喜 石川恵理、柳瀬譲二 中熊太一、芳山優 黒崎隼人           | 森本由布希          | 2月18日        |
| TURN 20    | 破壊の竜神 ギーゼ                                      | 久尾歩                   | 河本昇悟                 | 前園文夫                 | 小林一三、小笠原理恵 斎藤千瑛                                             | 中山初絵            | 3月4日         |
| TURN 21    | 虚無と先導者                                           | 犬飼和彦                 | 中村憲由                 | 関田修                   | 櫻井拓郎、白川茉莉 岡部実、秋山宏 森悦史、糸島雅彦 柳瀬雄之               | 森本由布希          | 3月11日        |
| TURN 22    | 挑戦する3人                                            | 吉村清子                 | 石平信司                 | 村上貴之                 | 藤崎真吾、なかじまちゅうじ                                                | 中山初絵            | 3月18日        |
| FINAL TURN | 時空超越                                               | 吉村清子                 | 鈴木勇士                 | 鈴木勇士                 | 渡辺健一、石川恵理 柴田ユウジ、高橋瑞紀                                   | 森本由布希          | 3月25日        |
| EXTRA TURN | ファイターズクエスト復活 普及協会慰労会 クロノの勉強会 | 久尾歩 吉村清子 犬飼和彦 | 橋本直人 横内一樹 角田章 | 橋本直人 横内一樹 角田章 | 波風立志 正木優太、内田紗保利                                             | 中山初絵 森本由布希 | 4月1日         |

### 放送・配信（G Z）
| 放送期間                                      | 放送時間                     | 放送局         | 対象地域       | 備考                      |
| --------------------------------------------- | ---------------------------- | -------------- | -------------- | ------------------------- |
| 2017年10月8日 - 2018年4月1日                  | 日曜 10:00 - 10:30           | テレビ東京     | 関東広域圏     | 製作局                    |
|                                               |                              | テレビ北海道   | 北海道         |                           |
|                                               |                              | テレビ愛知     | 愛知県         |                           |
|                                               |                              | テレビ大阪     | 大阪府         |                           |
|                                               |                              | テレビせとうち | 岡山県・香川県 |                           |
|                                               |                              | TVQ九州放送    | 福岡県         |                           |
|                                               |                              | BSジャパン     | 日本全域       | BS放送                    |
| 2017年10月17日 - 2018年4月10日                | 火曜 16:20 - 16:50           | 新潟総合テレビ | 新潟県         |                           |
|                                               | 火曜 17:30 - 18:00           | テレビ和歌山   | 和歌山県       | [ 注 6 ]                  |
| 2017年10月19日 - 2018年4月5日                 | 木曜 19:00 - 19:30           | AT-X           | 日本全域       | CS放送 / リピート放送あり |
| 2017年10月25日 - 2018年4月11日                | 水曜 1:50 - 2:20（火曜深夜） | 岩手朝日テレビ | 岩手県         |                           |
| 2017年11月19日 - 2018年5月13日                | 日曜 6:15 - 6:45             | 山陰放送       | 鳥取県・島根県 | [ 注 6 ]                  |
| 2017年12月12日 - 2018年5月29日                | 火曜 1:30 - 2:00（月曜深夜） | テレビ静岡     | 静岡県         | [ 注 8 ]                  |
| 2017年12月30日 - 2018年1月20日                | 土曜 5:20 - 5:50             | 東日本放送     | 宮城県         | 第4話で打ち切り           |
| テレビ東京系列の地上波6局では字幕放送を実施。 |                              |                |                |                           |

インターネットではニコニコチャンネルにて、2017年10月10日より火曜21時に配信。

## 主題歌

### オープニングテーマ
| 曲名                                                | 使用話               | 作詞         | 作曲           | 編曲       | 歌               | レーベル               | 備考                                  |
| --------------------------------------------------- | -------------------- | ------------ | -------------- | ---------- | ---------------- | ---------------------- | ------------------------------------- |
| カードファイト!! ヴァンガードG                      |                      |              |                |            |                  |                        |                                       |
| BREAK IT!                                           | TURN 1 - TURN 26     | STY          | STY            | STY        | 宮野真守         | キングレコード         | 『G Z』FINAL TURNでは挿入歌として使用 |
| Generation!                                         | TURN 27 - TURN 48    | 影山ヒロノブ | きただにひろし | 鈴木マサキ | JAM Project      | ランティス             |                                       |
| カードファイト!! ヴァンガードG ギアースクライシス編 |                      |              |                |            |                  |                        |                                       |
| YAIBA                                               | TURN 1 - TURN 26     | DAIGO        | AKIHIDE        | BREAKERZ   | BREAKERZ         | ビーイング             |                                       |
| カードファイト!! ヴァンガードG ストライドゲート編   |                      |              |                |            |                  |                        |                                       |
| SHOUT!                                              | TURN 27 - FINAL TURN | STY          | STY            | STY        | 宮野真守         | キングレコード         |                                       |
| カードファイト!! ヴァンガードG NEXT                 |                      |              |                |            |                  |                        |                                       |
| Hello, Mr. Wonder land                              | TURN 1 - TURN 25     | 山口高始     | 山口高始       | 山口高始   | 中ノ森文子       | ブシロードミュージック |                                       |
| →Next Generation                                    | TURN 26 - TURN 52    | YOFFY        | YOFFY          | 大石憲一郎 | サイキックラバー | ブシロードミュージック | TURN 52ではEDと入れ替える形で使用     |
| カードファイト!! ヴァンガードG Z                    |                      |              |                |            |                  |                        |                                       |
| 情ノ華                                              | TURN 1 - EXTRA TURN  | 酒井参輝     | 酒井参輝       | 酒井参輝   | 己龍             | BPRECORDS              |                                       |

### エンディングテーマ
| 曲名                                                | 使用話               | 作詞                  | 作曲              | 編曲              | 歌                                                | レーベル                         | 備考                                |
| --------------------------------------------------- | -------------------- | --------------------- | ----------------- | ----------------- | ------------------------------------------------- | -------------------------------- | ----------------------------------- |
| カードファイト!! ヴァンガードG                      |                      |                       |                   |                   |                                                   |                                  |                                     |
| だから元気 for YOU                                  | TURN 1 - TURN 13     | 畑亜貴                | 田代智一          | 田代智一          | 戸倉ミサキ（橘田いずみ）                          | ブシロードミュージック           |                                     |
| NEXT PHASE                                          | TURN 14 - TURN 25    | Satomi                | 藤田淳平          | 藤田淳平          | 新田恵海                                          | ブシロードミュージック           |                                     |
| flower                                              | TURN 26 - TURN 36    | 中ノ森文子 山口高始   | 山口高始          | 山口高始          | 中ノ森文子                                        | ブシロードミュージック           |                                     |
| メクルメク勇気！                                    | TURN 37 - TURN 48    | 松井洋平              | 浅田祐介          | 浅田祐介          | STARMARIE                                         | ブシロードミュージック           |                                     |
| カードファイト!! ヴァンガードG ギアースクライシス編 |                      |                       |                   |                   |                                                   |                                  |                                     |
| Don't Look Back                                     | TURN 1 - TURN 26     | タイラヨオ & あらケン | あらケン          | あらケン          | ラミーラビリンス ［アム(愛美)・ルーナ(工藤晴香)］ | ブシロードミュージック           |                                     |
| カードファイト!! ヴァンガードG ストライドゲート編   |                      |                       |                   |                   |                                                   |                                  |                                     |
| ハイタッチ☆メモリー                                 | TURN 27 - TURN 38    | ワタナベハジメ        | 高尾奏之介        | 奈良悠樹          | 小倉唯                                            | キングレコード                   |                                     |
| Promise You!!                                       | TURN 39 - FINAL TURN | 大森祥子              | 俊龍              | 中西亮輔          | ゆいかおり                                        | キングレコード                   | 最終話のみアニメーションが異なる。  |
| カードファイト!! ヴァンガードG NEXT                 |                      |                       |                   |                   |                                                   |                                  |                                     |
| Wing of Image                                       | TURN 1 - TURN 13     | 俊龍                  | 俊龍              | Sizuk             | ラミーラビリンス ［アム(愛美)・ルーナ(工藤晴香)］ | ブシロードミュージック           |                                     |
| Are you ready to FIGHT                              | TURN 14 - TURN 25    | 都田和志 Raychell     | 都田和志 b4k      | b4k Raychel       | Raychell                                          | エースクルー・エンタテインメント |                                     |
| Pleasure Stride                                     | TURN 26 - TURN 38    | こだまさおり          | 山田高弘          | 齋藤真也          | ミルキィホームズ                                  | ブシロードミュージック           |                                     |
| ナツニナレ！                                        | TURN 39 - TURN 52    | くまのきよみ          | 後藤康二（ck510） | 後藤康二（ck510） | STARMARIE                                         | ブシロードミュージック           | TURN 52ではOPと入れ替える形で使用   |
| カードファイト!! ヴァンガードG Z                    |                      |                       |                   |                   |                                                   |                                  |                                     |
| -HEROIC ADVENT-                                     | TURN 1 - EXTRA TURN  | 織田あすか            | 藤田淳平          | 藤永龍太郎        | Roselia                                           | ブシロードミュージック           | 最終2話のみアニメーションが異なる。 |

## 関連商品

### 映像ソフト
前作シリーズと異なり、本作シリーズではDVDソフトの単品販売は行われていない。第1期が月刊ブシロードの2015年1月号から2016年2月号にかけて、限定特典の付属DVD「ストライドDVD」に限定収録される形でリリースされていた。
2016年1月14日、「ブシロード内覧会2016」の「大戦略発表会」内にて、「ギアースクライシス編」のDVD-BOXの発売決定が告知され、同年4月16日、発売が5月25日に決定したことが発表された。以降、本放送終了後に第1期を除く本作シリーズ全作品のDVD-BOXが発売されるようになった。

#### DVD-BOX
発売・販売元はいずれもオーバーラップ。各BOXとも5枚組＋CD1枚、特典映像とキャスト箔押しサイン入りのPRカードが封入されている。なお、Amazon限定購入特典として「G NEXT」のDVD-BOX上下巻には限定サウンドラックCD（10曲）、「G Z」のDVD-BOXには限定サウンドラックCD（6～8曲）を付属。
| 商品名                                                      | 発売日         | PRカード |
| ----------------------------------------------------------- | -------------- | --- |
| カードファイト!! ヴァンガードG ギアースクライシス編 DVD-BOX | 2016年5月25日  | 「クロノジェット・ドラゴン」（石井マークサイン入り） 「青天の騎士 アルトマイル」（榎木淳弥サイン入り） 「ラナンキュラスの花乙女 アーシャ」（新田恵海サイン入り）              |
| カードファイト!! ヴァンガードG ストライドゲート編 DVD-BOX   | 2016年12月21日 | 「クロノドラゴン・ネクステージ」（石井マークサイン入り） 「飛天の聖騎士 アルトマイル」（榎木淳弥サイン入り） 「夢紡ぐラナンキュラス アーシャ」（新田恵海サイン入り）          |
| カードファイト!! ヴァンガードG NEXT DVD-BOX（上）           | 2018年5月23日  | 「幻蒼のラナンキュラス アーシャ」（相羽あいなサイン入り） 「夜明けへと進む者 シャルハロート」（長谷川芳明サイン入り） 「バトルシスター ふろらんたん」（佐々木未来サイン入り） |
| カードファイト!! ヴァンガードG NEXT DVD-BOX（下）           | 2018年6月27日  | 「神明の騎士 アルトマイル」（榎木淳弥サイン入り） 「黒衣の震撼 ガウリール・プリム」（近藤唯サイン入り） 「ドラゴニック・ヴァンキッシャー“SPARKING”」（西健亮サイン入り）      |
| カードファイト!! ヴァンガードG Z DVD-BOX                    | 2018年7月25日  | 「クロノジェット・ドラゴン・Z」(石井マークサイン入り) 「闇に縛られし竜 ルアード」(バトリ勝悟サイン入り) 「黄金の聖剣 グルグウィント」(桑島法子サイン入り)                     |

### CD
Vanguard Best Album 3 「カードファイト!!ヴァンガードG」主題歌集I
2017年2月22日発売。